# 南博凯纳
南博凯纳是巴西圣卡塔琳娜州的一个市镇。总面积496.25平方公里，总人口3160人，人口密度6.4人/平方公里。